# مهدی صبایی
مهدی صبایی همدانی (زادهٔ ۲۰ مرداد ۱۳۵۰) که با نام مهدی صبایی شناخته می‌شود، بازیگر تئاتر، سینما و تلویزیون اهل ایران است.
مهدی صبایی، ۲۰ مرداد ۱۳۵۰ در تهران متولد شد. او کار خود را در سینما با فیلم سلطان (۱۳۷۵) اثر مسعود کیمیایی آغاز کرد و با بازی در سریال روزگار جوانی به شهرت رسید. «روزگار جوانی» و «بدون شرح»، از جمله سریال‌هایی است که مردم نقش او را به یاد دارند.

## سوابق هنری

### سینما
- جمعه ۲ بعد از ظهر (۱۳۹۸)
- ماهورا (۱۳۹۵)
- دخترعمو و پسرعمو (۱۳۹۵)
- رنج و سرمستی (۱۳۹۲)
- قلاده‌های طلا (۱۳۹۰)
- حوالی اتوبان (۱۳۸۹)
- روز سوم (۱۳۸۵)
- شیرهای جوان(۱۳۷۸)
- مرسدس (۱۳۷۶)
- سلطان (۱۳۷۵)

## تلویزیون
| سال       | عنوان                  | کارگردان                                          | توضیحات                  |
| --------- | ---------------------- | ------------------------------------------------- | ------------------------ |
| ۱۳۷۷      | روزگار جوانی           | اصغر توسلی                                        | شبکه تهران               |
| ۱۳۷۸      | این زمینی‌ها            | مسعود شاه محمدی                                   | شبکه تهران               |
| ۱۳۷۹      | آوایی در گلستان        | رامین لباسچی                                      | شبکه ۱                   |
| ۱۳۷۹      | دختران                 | اصغر توسلی                                        | شبکه تهران               |
| ۱۳۸۰      | عشق سال‌های جنگ         | علی بهادر                                         | شبکه ۳                   |
| ۱۳۸۱      | بدون شرح               | مهدی مظلومی                                       | شبکه ۳                   |
| ۱۳۸۲      | بانکی‌ها                | مهدی مظلومی                                       | شبکه ۲-۹۰ قسمت           |
| ۱۳۸۲      | مسافر پردردسر          | شاهرخ حمیدی مقدم                                  | شبکه سحر                 |
| ۱۳۸۳      | قدرت                   | صادق هاتفی                                        | شبکه ۲                   |
| ۱۳۸۴      | کلانتری ۹۹             | سعید عالم زاده                                    | شبکه تهران               |
| ۱۳۸۶      | روزگار قریب            | کیانوش عیاری                                      | شبکه ۳                   |
| ۱۳۸۶      | پاتوق                  | شاهین باباپور                                     | شبکه ۱                   |
| ۱۳۸۷      | آینه‌های نشکن           | جواد اردکانی                                      | شبکه ۱                   |
| ۱۳۸۷      | مسافر زمان ۲           | مسعود نوابی                                       | شبکه ۲                   |
| ۱۳۸۷      | قرارگاه مسکونی         | جواد رضویان                                       | شبکه تهران- پخش در نوروز |
| ۱۳۸۹      | تلنگر                  | محمد درمنش                                        | شبکه ۱                   |
| ۱۳۹۰      | تا رهایی               | حسین تبریزی                                       | شبکه ۱                   |
| ۱۳۹۱      | بیدارباش               | احمد کاوری                                        | شبکه ۱                   |
| ۱۳۹۱      | خداحافظ بچه            | منوچهر هادی                                       | شبکه ۳ پخش در رمضان      |
| ۱۳۹۲      | دولت مخفی              | عبدالحسن برزیده، راما قویدل                       | شبکه ۲                   |
| ۱۳۹۳      | زمستان گرم             | رسول صانعی                                        | شبکه تهران               |
| ۱۳۹۴      | میکائیل                | سیروس مقدم                                        | شبکه ۱                   |
| ۱۳۹۴      | معمای شاه              | محمدرضا ورزی                                      | شبکه ۱                   |
| ۱۳۹۵      | پرستاران               | علیرضا افخمی، شهرام شاه‌حسینی                      | شبکه ۱                   |
| ۱۳۹۶      | دلدادگان               | منوچهر هادی                                       | شبکه ۳                   |
| ۱۳۹۷      | بهترین نقش زندگی       | محسن دامادی                                       | شبکه ۳                   |
| ۱۳۹۸      | به رنگ خاک             | حسن لفافیان و سید محسن یوسفی                      | شبکه ۱                   |
| ۱۳۹۸      | از سر نوشت (فصل ۱ و ۲) | محمدرضا خردمندان (فصل ۱)، علیرضا بذرافشان (فصل ۲) | شبکه ۲                   |
| ۱۳۹۹      | ایلدا                  | راما قویدل                                        | شبکه ۱                   |
| ۱۳۹۹      | از سر نوشت (فصل ۳)     | محمدرضا خردمندان                                  | شبکه ۲                   |
| ۱۴۰۰      | صبح آخرین روز          | حسین تبریزی                                       | شبکه ۲                   |
| ۱۴۰۲      | همه گیری               | محمدصادق بکتاشیان                                 | شبکه ۳                   |
| ۱۴۰۳      | روز خون                | حمیدرضا همتی                                      | شبکه ۱                   |
| ۱۴۰۳      | سوجان                  | حسین تبریزی                                       | شبکه یک                  |
| ۱۴۰۵_۱۳۹۸ | سلمان فارسی            | داوود میرباقری                                    | شبکه ۳                   |

 (
- الفبا (تله‌فیلم)[۶]
- بوی باران (تله‌فیلم)[۷]
- ساعت یک‌نیمه شب (تله‌فیلم)